# Tilloy-lez-Marchiennes
Tilloy-lez-Marchiennes település Franciaországban, Nord megyében. Lakosainak száma 538 fő (2022. január 1.). Tilloy-lez-Marchiennes Sars-et-Rosières, Marchiennes, Warlaing, Hasnon, Beuvry-la-Forêt, Brillon, Bousignies és Millonfosse községekkel határos.

## Népesség
A település népessége az elmúlt években az alábbi módon változott:
| Lakosok száma | 568  | 541  | 544  | 518  | 516  | 509  | 519  | 528  | 538  |
|               | 2013 | 2015 | 2016 | 2017 | 2018 | 2019 | 2020 | 2021 | 2022 |